# Chionoecetes angulatus
Chionoecetes angulatus är en kräftdjursart som beskrevs av M. J. Rathbun 1924. Chionoecetes angulatus ingår i släktet Chionoecetes och familjen Oregoniidae. Inga underarter finns listade i Catalogue of Life.